# Handball-Afrikameisterschaft der Männer 1981
Die 4. Handball-Afrikameisterschaft der Männer wurde zwischen dem 17. und dem 31. Juli 1981 in der tunesischen Hauptstadt Tunis durch die Confédération Africaine de Handball (CAHB) ausgerichtet. Acht Mannschaften waren für die Endrunde qualifiziert. Algerien gewann das Turnier vor der Elfenbeinküste und dem Drittplatzierten Gastgeber und Titelverteidiger Tunesien. Vierter wurde die Mannschaft aus Ägypten, vor Angola auf dem fünften und Nigeria auf dem sechsten Rang. Dahinter folgten die Mannschaften Volksrepublik Kongo und Guinea auf den Plätzen 7 und 8.
Mit dem Erfolg qualifizierte sich Algerien für die 10. Handball-Weltmeisterschaft 1982 in der Bundesrepublik Deutschland.
| Platzierung | Mannschaft                               |
| ----------- | ---------------------------------------- |
| 1.          | Algerien                                 |
| 2.          | Elfenbeinküste                           |
| 3.          | Tunesien, Gastgeber und Titelverteidiger |
| 4.          | Ägypten                                  |
| 5.          | Angola                                   |
| 6.          | Nigeria                                  |
| 7.          | Volksrepublik Kongo                      |
| 8.          | Guinea                                   |